# Lancôme (Loir-et-Cher)
Lancôme ist eine französische Gemeinde im Département Loir-et-Cher in der Region Centre-Val de Loire mit 121 Einwohnern (Stand: 1. Januar 2022). Lancôme gehört zum Arrondissement Blois und zum Kanton Veuzain-sur-Loire. Die Einwohner werden Lancômois und Lancômoises genannt.

## Geographie
Die Gemeinde Lancôme liegt an der Cisse Landaise, etwa 17 Kilometer westnordwestlich von Blois. Nachbargemeinden von Lancôme sind Pray im Norden, Landes-le-Gaulois im Nordosten und Osten, Françay im Süden sowie Gombergean im Westen.

## Bevölkerungsentwicklung
| Jahr                       | 1962 | 1968 | 1975 | 1982 | 1990 | 1999 | 2011 | 2021 |
| -------------------------- | ---- | ---- | ---- | ---- | ---- | ---- | ---- | ---- |
| Einwohner                  | 186  | 165  | 139  | 133  | 96   | 114  | 132  | 122  |
| Quellen: Cassini und INSEE |      |      |      |      |      |      |      |      |

## Sehenswürdigkeiten

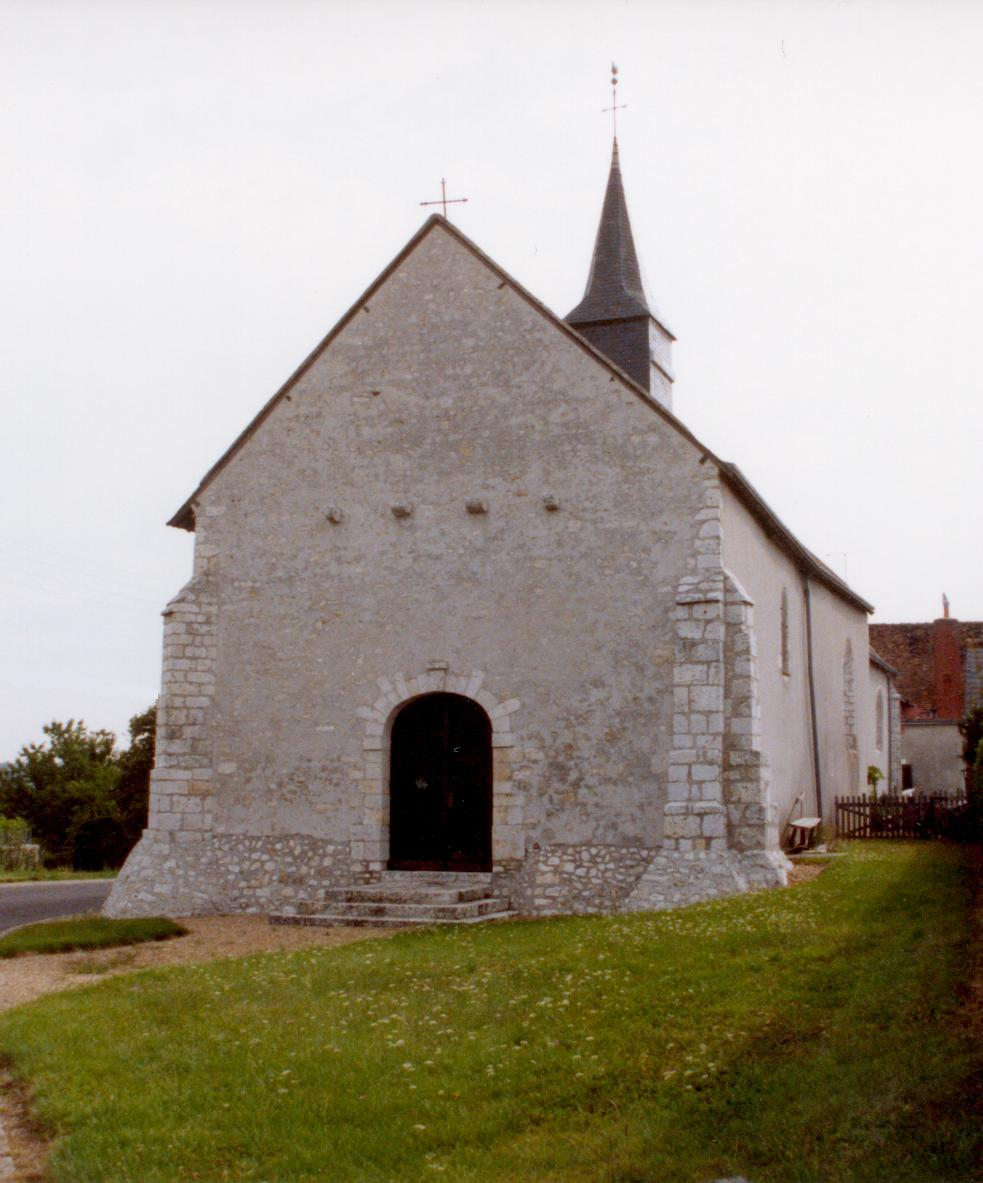
Kirche Saint-Pierre

- Kirche Saint-Pierre